# HEATH
히스(HEATH, 1968년 1월 22일 ~ 2023년 10월 29일)는 일본의 베이시스트이다. 일본의 록 밴드 엑스 재팬의 베이시스트로, 본명은 모리에 히로시(森江 博). 1968년 1월 22일에 일본의 효고현 아마가사키시에서 태어났다.
2023년 10월 29일에 암으로 사망하였다.

## 음악 활동
1990년 5월, 엑스(후의 X JAPAN)의〈ROSE&BLOOD TOUR FINAL〉일본 무도관 공연에서 엑스를 만났다. 그 뒤 히데를 따라 도쿄로 갔다. 타이지가 탈퇴한 뒤인 1992년 8월 24일 오후 6시, 미국 뉴욕주 뉴욕시 맨하튼의 록펠러 센터 레인보우 룸에서, 히스의 가입과 X JAPAN으로의 밴드명 개명을 공식 발표했다.
엑스 재팬의 베이시스트로 활동하던 히스는 엑스 재팬의 해체 이후 솔로로 활동하다 히데 사망 후 제작된 히데 추모 앨범 'hide TRIBUTE SPIRITS'에 같은 엑스 재팬 멤버였던 파타와 hide with Spread Beaver의 프로그래머 I.N.A와 함께 'CELEBRATION'으로 참여한 것을 계기로 도프 헤즈(Dope HEADz)라는 밴드를 결성, 오디션으로 보컬을 뽑아 활동에 들어갔다. 도프 헤즈 활동 중, 한국의 록 페스티벌인 'ETP ROCK FESTIVAL'에 초청돼 한국에서 공연을 가지기도 했다.
도프 헤즈의 활동 휴지 이후, 히스는 엑스 재팬 가입 이전처럼 라이브 하우스에서 인디즈 활동을 하며 솔로 활동과 유닛 활동을 병행하다 2005년에 ISSAY와 함께 Lynx라는 새로운 인디즈 밴드를 결성해 2007년 엑스 재팬의 재결합 전까지 활동한다.
2008년 3월, 공격 재개 2008 I.V. ~파멸을 향하여~에 참여했으며, 11월 1일엔 솔로 라이브인 'Velvet Galaxy'개최, 12월 31일엔 엑스 재팬의 카운트 다운 기그 참여, 2009년 1월 16-17일엔 엑스 재팬의 월드 투어인 홍콩 공연에 참여하며 명성을 떨쳐 갔다. 그러나 홍콩 공연 이후 소속사인 글로벌 매니지먼트와의 트러블로 인해 개인 변호사까지 선임하는 등 위기를 맞았고, 히스의 우려와 안심에도 불구하고 2009년 3월에 열릴 예정이던 엑스 재팬의 한국 공연이 엑스 재팬 제작운영관리위원회에 의해 취소되는 사태가 발생했다. 그로 인해 히스는 한국의 엑스 재팬 팬들에게 엄청난 실망을 사며 비난을 받았다.
한국 공연이 취소된 지 약 1개월 뒤인 4월 19일에 소속사와의 이견을 좁히지 못 해 밴드 활동에 큰 차질이 생길 것 같다고 판단한 히스는 엑스 재팬에서의 탈퇴를 선언, 한국 공연 취소로 인해 충격을 받은 팬들에게 다시 충격을 안겼다. 하지만, 5월 2일과 3일에 예정되어 있던 도쿄 돔 공연을 하루 남겨 놓은 5월 1일에 히스의 탈퇴 철회 사과문과 스기조의 정식 가입 메시지가 발표되며 히스 사건은 대충 일단락되었으며, 히스의 소속사 탈퇴가 이루어졌다. 그러나 말도 안 되는 히스의 사과문 내용을 비롯, 소속사의 안일한 대처와 반응이 팬들을 자극하기도 했으며, 제작운영관리위원회의 '히스가 작성한 블로그 글 강제 삭제 명령'과 사건이 해결되지도 않았던 시점에서 발매가 완료된 콘서트 티켓, 제작운영관리위원회 통괄 보좌-글로벌 매니지먼트 사장의 갑작스런 블로그 폐쇄 등의 사건으로 인해 히스 사건에 대한 의문점이 아직까지 많이 남아 있는 상태이며, 당시 엑스 재팬의 내한공연을 추진하던 한국 측 공연기획사는 8억여원의 손실을 입었다.
히스는 2009년 5월 2, 3일에 개최 된 도쿄 돔 공연과 5월 30일에 개최 된 대만 공연까지 참여 해 성공적으로 마친 상태다.

## 디스코그래피

### 솔로 앨범
- heath (1995년 2월 22일)
- GANG AGE CUBIST (1998년 6월 10일)
- Desert Rain (2006년 10월 27일) - 인디즈 솔로 앨범

### 싱글
- 迷宮のラヴァ-ズ(미궁의 연인들) (1996년 10월 7일)
- Traitor (1997년 2월 19일)
- Crack yourself (1998년 4월 22일)
- NEW SKIN / come to daddy / THE LIVE - 연작 싱글(2005년)
- Solid (2006년 8월 25일)

### 파라노이아
- Come From Behind (1987년)

### 도프 헤즈
앨범
- Primitive Impulse (2001년 6월 6일)
- Planet of the Dope (2002년 7월 24일)

싱글
- GLOW (2001년 2월 21일)
- TRUE LIES (2001년 4월 25일)

참여
- hide TRIBUTE SPIRITS (1999년 5월 1일) ※ 이 앨범 참여를 계기로 도프 헤즈 결성.
- Cafe Le PSYENCE -hide LEMONed Compilation- (2002년 5월 16일)

## 출연 작품

### 영화
- 위 아 엑스 (2016)

## 같이 보기
- 엑스 재팬
- 요시키
- 토시
- 히데
- 파타
- 타이지
- 도프 헤즈